# 劉廉克
劉廉克（1901年4月1日—1978年），字占一，又名劉踪萍，热河省卓索圖盟喀喇沁左翼旗菓子樹營子村（今辽宁省朝阳市喀喇沁左翼蒙古族自治县老爷庙镇果木树营子村）人，曾任中華民國蒙藏委員會委員長。

## 生平
毕业于喀喇沁左旗旗立东仓高等小学堂（位于今辽宁省喀喇沁左翼蒙古族自治县南公营子镇）、国立北平蒙藏中学、北平民国大学法科。历任中國國民黨中央黨部组织部第四处（边疆党务处，处长为同乡李永新）主任、绥蒙党务特派员、中国国民党第六届中央监察委员会候补委员、1945年后任热河省政府委员兼教育厅厅长、代理省政府主席。制宪国民大会蒙古特種選舉代表。行宪国民大会卓索图盟候补代表。1949年隨國民黨去台湾。
1954年5月25日至1958年7月14日，在俞鴻鈞內閣任蒙藏委員會委員長。后任總統府國策顧問。